# صموئيل هوارد (لاعب كرة قدم)
صموئيل هوارد (بالإنجليزية: Samuel Howard)‏ هو لاعب كرة قدم أمريكي، ولد في 23 ديسمبر 1992 في واشنطن العاصمة في الولايات المتحدة. لعب مع نادي فرسنو.

## وصلات خارجية
- صموئيل هوارد (لاعب كرة قدم) على موقع Soccerway.com (الإنجليزية)